# Дудкина, Ксения Павловна
Ксения Павловна Дудкина (род. 25 февраля 1995, Омск) — российская гимнастка, олимпийская чемпионка 2012 года по художественной гимнастике в групповом многоборье.

## Биография
Ксения Дудкина начинала заниматься спортом у Елены Николаевны Арайс.
Член Сборной команды России по художественной гимнастике в групповом многоборье. Чемпионка юношеских Олимпийских игр 2010 в Сингапуре. Заслуженный мастер спорта России (2011) (предположительно, самый молодой змс России). Олимпийская чемпионка 2012 года по художественной гимнастике в групповом многоборье (состав сборной: Ульяна Донскова, Анастасия Близнюк, Алина Макаренко, Анастасия Назаренко, Каролина Севастьянова, Ксения Дудкина).

## Награды
- Орден Дружбы (13 августа 2012 года) — за большой вклад в развитие физической культуры и спорта, высокие спортивные достижения на Играх XXX Олимпиады 2012 года в городе Лондоне (Великобритания)[6].
- Почётная грамота Президента Российской Федерации (19 июля 2013 года) — за высокие спортивные достижения на XXVII Всемирной летней универсиаде 2013 года в городе Казани[7].